# جيمس بيل (كاهن أنجليكاني)
جيمس بيل (بالإنجليزية: James Bell)‏ هو كاهن أنجليكاني بريطاني، ولد في 20 نوفمبر 1950.